# Les Amis de l'Art (La Louvière)
Les Amis de l'Art est un cercle artistique comprenant des peintres, poètes, musiciens et architectes, actif à La Louvière de 1908 à 1984.

## Fondation

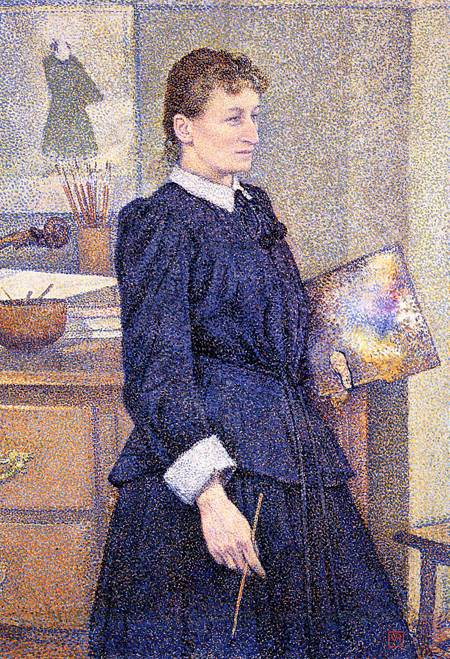
Anna Boch, membre d'honneur du cercle Les Amis de l'Art, dans son atelier en 1893, peinture de Théo Van Rysselberghe.

Le cercle Les Amis de l'Art est fondé à La Louvière le 2 février 1908. Neuf membres, incluant des peintres, graveurs, sculpteurs, musiciens et architectes, sont réunis autour du comité fondateur composé par Charles Catteau (président), Henri Jessen (vice-président) et Edouard Cornet (secrétaire et trésorier). Les membres d'honneur sont : Anna Boch, Louise Brohée, Paul Leduc et Marie Leguay.

## Objectifs
L'objectif principal est, selon le texte fondateur, de « promouvoir la connaissance et le goût du public en matière d'art, découvrir et encourager les jeunes artistes et répandre dans le Centre le goût des œuvres d'art d'organiser des expositions où les membres du groupe présentent leurs œuvres. ». Ces œuvres incluent la peinture, la gravure, l'aquarelle, la céramique, la sculpture, et peuvent s'accompagner de récitals ou de visites culturelles.

## Expositions

### 1908 - 1914
La première exposition a lieu du 14 au 22 juin 1908 à l'hôtel de ville de La Louvière. Elle regroupe trente-quatre artistes, dont des invités tels que Géo Bernier, Hector Louis Goffint, Marten Melsen. Parmi les artistes présents figurent Anna Boch, Paul Leduc, Louis Greuze, Léon Adant, Charles Catteau, Clémence Hanappe et de nombreux autres peintres qui recueillent l'éloge des critiques du quotidien Les Nouvelles.
En 1914, le catalogue mentionne, notamment, comme invités : Anto Carte, Jean Ubaghs, Pierre Paulus et Marguerite Putsage.

### 1922 - 1943
En raison de la guerre, le huitième salon n'a lieu qu'en 1922. La période de l'entre-deux-guerres est marquée par la présence d'œuvres de Tsugouharu Foujita en 1930 et d'Isidore Opsomer en 1934. Le cercle est présidé, à partir de 1923 et jusqu'à son assassinat en 1944, par le journaliste Camille Deberghe et gagne en importance. Cependant le style des œuvres exposées relève, à cette époque, de la tradition plutôt que de l'innovation.
De 1922 à 1939, les artistes hennuyers qui exposent sont représentés par : Alphonse Darville, Fernand Liénaux (secrétaire du cercle), Alfred Moitroux, Victor Regnart, Léon Van den Houten, Taf Wallet ou encore Georges Wasterlain.,. De 1922 à 1936, 760 œuvres diverses (peintures, aquarelles, eaux fortes et sculptures) sont acquises par des amateurs lors des expositions du cercle.
Entre 1940 et 1943, le cercle organise une exposition intitulée Visages de la France en 1940, dans la cadre des Amitiés françaises, de même que trois salons annuels, dont le 29e en 1943.

### 1946 - 1961
Les activités reprennent leur rythme habituel en automne 1946 et affirment leur caractère régionaliste. Au cours d'une période marquée, de manière générale par des mutations culturelles et artistiques majeures, les salons poursuivent leur tradition d'inviter des artistes de renom auprès de régionalistes et de membres du cercle. En 1949, le quotidien Le Soir estime que la majorité des exposants sont restés attachés à l'art figuratif et que leur audace ne dépasse jamais les limites d'un impressionnisme nuancé.

### 1962 - 1984
L'année 1962 est placée sous le sceau de l'introduction de la mise en valeur de l'art moderne. Remy van den Abeele dirige l'exposition et invite Englebert Van Anderlecht, figure belge de l'art abstrait. En 1964, c'est Berthe Dubail qui est représentée sur les cimaises, en 1965, est présent Roger Dudant, et, en 1967, le sculpteur Robert Michiels. 
En 1967, le Salon d'automne est jumelé avec le Salon des Amis de l'Art et ouvre la voie à une manifestation commune plus contemporaine. Lors des expositions suivantes, se distinguent Louise Nopère, François Heyvaert, Claude Lyr et Jean Winance. Dans les années 1970, apparaissent notamment Michel Jamsin, Daniel Pelletti, et Georgina Iserbyt. Le 68e et dernier salon a lieu du 14 au 28 octobre 1984.